# Выход (группа)
«Выход» — российская рок-группа, единственным постоянным участником которой являлся её автор и лидер Сергей «СиЛя» Селюнин. Группа играла русский рок без каких либо чётких стилистических рамок, а одни и те же песни звучали каждый раз по-разному в зависимости от того, какие инструменты присутствовали в каждый конкретный момент на сцене или в студии. Критики и поклонники отмечают самобытный авторский стиль лидера, что позволяет говорить о группе как об оригинальном явлении на отечественной сцене; тем не менее, группа не имела массовой известности, однако располагает устойчивым кругом ценителей и поклонников.

## История

### 1980-е
Сергей Селюнин начал писать песни в конце 70-х, а в 1982-м дебютировал в Ленинградском рок-клубе со своей группой «Выход». На тот момент в ней играли Селюнин (гитара, вокал, бас), Александр Андреев (гитара, бас), Михаил Брук (перкуссия), Андрей Заблудовский (скрипка, гитара), Юрий Дышлов (гитара), Владимир Захаров (фоно). Первое выступление состоялось в одном концерте со столь же неизвестными в то время «Кино» и «Странными Играми», а также существовавшим с начала 1970-х «Реквиемом».
В том же году записан первый альбом «Брат Исайя», включавший, главным образом, лирические композиции. Альбом был сделан в акустическом варианте по принципу «автор-исполнитель плюс пара друзей», что было характерно для многих групп того времени на начальном этапе развития. При этом уже эта работа включала песни, ставшие для группы хитами и исполняемые по сей день — «Брат Исайя», «Странные люди», «Послеобеденный сон», «Вандализм» и др.
Вскоре последовали проблемы с составом, и группа отказалась от концертов. В 1983 году Селюнин сделал попытку собрать новый состав с Александром Андреевым, Михаилом Бруком и гитаристом Александром Давыдовым, покинувшим в апреле 1984 года «Странные игры», но в том же году сначала скоропостижно умирает Брук, а позже и Давыдов. Трагические смерти музыкантов не позволили осуществиться планам. Андреев некоторое время репетировал с «Зоопарком», потом вообще ушёл из рок-музыки. Заблудовский ушёл в «Секрет», где и добился известности.
В таком же ключе, что и «Брат Исайя», был записан альбом «Я, ты и Му-Му» (Селюниным и Андреевым), и только работа «11-й этаж» была сделана в электричестве (впрочем, качество альбома весьма гаражно-любительское). Альбом, за исключением двух композиций, включал в себя песни с первых двух альбомов в электрической версии. Впоследствии «Выход» неоднократно перезаписывал старые вещи в новых аранжировках. Состав на тот момент представлял собой Селюнина и музыкантов развалившейся на тот момент группы «Рок-Штат»: Николая Фомина (гитара), Дмитрия Благовещенского (бас) и Михаила Семёнова (фортепиано). Также в состав входили перкуссионисты Михаил Берников и Сергей Воронин, хотя на альбоме звучат не живые ударные, а драм-машина. В 1985 году Воронина сменил барабанщик Андрей Сысоев (экс-«XX Век»), и этим составом плюс саксофонист Николай Рубанов (позже — «Аукцыон»), был записан альбом «Знаем слово». Альбом включал в себя новый материал и был записан в манере, не характерной для «Выхода» ни до, ни после, с длинными полуимпровизационными проигрышами, местами с уходом в джаз. Что характерно, ни одна композиция альбома, за исключением песни «Он», впоследствии не перезаписывалась и на сегодняшний день группой не исполняется.
В 1986 году был записан альбом «Несостоявшийся концерт» (с барабанщиком Андреем Вепровым, экс-«Марафон») — несмотря на стилизацию под концерт запись на самом деле является студийной. В этом же году вышел «Рок-н-ролл — не просто возраст» с барабанщиком Борисом Шавейниковым, (экс-«Южный крест», «Пульс», «Рок-штат», позже — «Аукцыон»).
В отличие от дискографий большинства отечественных коллективов магнитоальбомы «Выхода» до сих пор не изданы в нормальном качестве, за исключением «Брата Исайи». На сегодняшний день эти записи являются коллекционной редкостью.
В 1986 году Селюнин переехал в Москву, где в 1988 году собрал московский состав группы (Селюнин — вокал, бас; Сергей Останин — гитара; Игорь Филиппов — саксофон; Александр Щербаков — барабаны), просуществовал этот состав несколько месяцев.
В 1989 году Селюнин вернулся в Ленинград и собрал состав, включавший кроме него самого Николая Фомина и Андрея Вепрова. Последнего вскоре сменил Юрий Николаев («Трилистник», «Время Любить»).
Уже в 1990 году «Выход» был преобразован в новый, акустический формат: Селюнин, Олег Сакмаров (флейта, саксофон) и Пётр Акимов (виолончель), игравшие в группе «Клуб Кавалера Глюка». Этим составом был записан альбом «Непрерывность простых вещей», который стал первой профессиональной работой «Выхода» (издан в 1995 «Отделением Выход»). Альбом включал переписанные композиции с двух первых альбомов плюс три новых песни, включая хит «Бугор». Таким образом «Выход» как бы вернулся к тому, с чего начинал, но уже на качественно новом уровне. Акимов и Сакмаров долгое время сотрудничали с «Выходом» (Акимов даёт концерты с Селюниным по сей день) и оказали значительное влияние на звучание группы.

### 1990-е
В 1991 году издан электрический альбом «Не могу кончить». Альбом включал новый материал, а также новую версию композиции «Сайр-Ал-Ибад-Ил-Ал-Меад» с «Я, ты и Муму». В целом работа получилась достаточно сильной, запись велась составом Селюнин — Сакмаров — Акимов — Иван Воропаев (альт, мандолина) — Александр Гольеж (программирование барабанов). Через 2 года альбом был издан на виниле компанией «Тау-продукт».
Вскоре Силя собирает состав, в который вошли Николай Гудков (гитара; «Underground Sunburn»), Вадим Сулимов (бас, «Вращение из»), Павел Хлопонин (барабаны), которого чуть позже сменил Юрий Николаев. Однако многочисленные концерты с этого времени постоянно играются группой в различных составах — от «лайт-версии» Селюнин-Акимов до электрического состава с разным набором инструментов.
В 1993 году записана работа «Выхода нет». Альбом записан в составе Селюнин — Сакмаров — Воропаев — Сулимов — Николаев с участием ряда приглашённых музыкантов и включал в себя такие сильнейшие вещи как «Врубись», «Не плачь, бедное животное», «У речки у реки», «Весна в голове» и др. Через год диск выпущен той же «Тау-продукт». Несмотря на великолепный результат в названии альбома отразилось состояние группы на тот день — нестабильное существование состава, усугубленное отсутствием Акимова, пребывавшего на тот момент в Германии.
С 1995 года «Выход» регулярно играет в питерском клубе «Перевал». В 1996 в группу пришёл барабанщик группы «КС» Кирилл Погоничев. В составе Селюнин — Сулимов — Сакмаров — Акимов — Погоничев «Выход» записал альбом «Популярный психоанализ», вышедший годом позже на «Отделении Выход». Несмотря на достаточно сильный, в основном, материал (включая такие хиты как «Пионеры ещё вернутся», «Чёрные портреты», «Колесо» и др.), в альбоме не хватало цельности, которая отличала, например, две предыдущие работы.
Чуть позже в том же году в группе появился клавишник Павел Ключарёв. В июне 1997 года группа выступила на питерском рок-фестивале, организованном Театром ДДТ, а осенью в студии того же Театра ДДТ записали альбом «ВыходК» (читается — «выходка»), практически полностью состоящий из старых композиций в стиле регги. Альбом записан в составе Селюнин — Сакмаров — Ключарёв — Погоничев — Сулимов. В 2002 году альбом вышел на Отделении ВЫХОД.
В 1998 году весной Селюнин записал дома на компьютер материал нового альбома, а с февраля 1999 года начал записывать его же с «живыми» инструментами. Запись, длилась несколько месяцев и, по существу, мало напоминала работу цельной группы. Позже Силя говорил: «Это уже не группа — многие музыканты, которые участвовали в записи, даже не встречались в студии и не всегда знакомы между собой». В записи приняли участие Акимов, Сакмаров, Ключарёв, Юрий Николаев, Иван Жук (экс-«Ключ», гитары, орган), Дмитрий Гусаков (экс-«Ноль», бас), Николай Рубанов, а также духовой ансамбль под управлением Леонида Рыбкина. В конце 1999 года альбом был выпущен под названием «Два года до конца».
В декабре 1999 дебютировал новый электрический состав, в который вошли Селюнин, Жук и Гусаков, а также Дарья Захурова (флейта) и Леонид Замосковский («Машнинбэнд», барабаны). Уже в следующем году Жук перешёл в проект Фёдора Чистякова «Зелёная комната», а Замосковского сменил игравший в «Выходе» ранее Андрей Вепров.

### 2000-е
В июне 2000 года началась запись нового альбома, длившаяся 1,5 года. В 2002 году работа была выпущена под названием «Рыжий альбом». Состав, значащийся на альбоме — Селюнин, Вепров, Гусаков, Ключарёв, Акимов, Рубанов, Жупиков, Елена Строкина («Ключ», флейты) и Жук, сыгравший в двух композициях. Следует отметить, что композиции на альбоме были записаны в слишком разных стилях, вплоть до того, что ряд песен был выполнен с креном в поп-эстетику, что было совершенно не характерно для «Выхода» на протяжении всего существования.
В течение 2002—2004 годов в группе отметились бас-гитаристы Дмитрий Бациев («Кафе») и Андрей «Тони» Бредов («Птица Си», «СП Бабай»), а с 2004 в электрическом составе стали играть гитарист Сергей Титов («Скорая помощь», «Август») и басист Андрей «Липсон» Липейко («Азарт», «Мифы», «Опасные соседи»). В 2005 выходит сборник «Всё ещё не могу кончить» — лучшие композиции за последние 11 лет плюс три новых трека. В 2004 году Сергей Селюнин снялся в телесериале «Аэропорт» (серия «Транзит»), где сыграл бывшего популярного барда Толмачевского и исполнил там свою песню «Врубись».
С 2002 года «Выход» в основном посвящает время концертной деятельности (как всегда, постоянно в разных составах). В 2010 выходит альбом «Полуживой», который составили композиции, записанный в студии вживую ещё в 2006 году составом Селюнин — Вепров — Липейко — Титов — Екатерина Нестерова (саксофон), но позже доработанный с наложением виолончели и органа Владимира Белова. Альбом получился весьма бодрым, однако не содержал вообще ни одной новой композиции.
В июне 2011 ушёл из жизни Андрей Липейко, после чего Силя заявил у себя в ЖЖ, что электрического «Выхода» больше не будет. Тем не менее в 2012 году в прямом эфире телеканала «Ностальгия» группа «Выход» вновь появилась в электрическом составе, где компанию Селюнину и Владимиру Белову (виолончель) составили участники группы «Унесённые ветки» Сергей Кондратьев (бас) и Дмитрий Кутафин (барабаны).
Сергей Селюнин скончался 8 января 2021 года.

## Дискография
- 1982 — Брат Исайя
- 1983 — Я, ты и Му-Му (другое название — «Втроём»)
- 1984 — 11 этаж
- 1985 — Знаем слово
- 1986 — Несостоявшийся концерт в Москве
- 1986 — Инспектор ГАИ
- 1986 — Рок-н-ролл — не просто возраст
- 1990 — Непрерывность простых вещей
- 1991 — Не могу кончить
- 1994 — Выхода нет
- 1996 — Популярный психоанализ
- 1997 — Выход в рок-клубе
- 1997 — Выход К
- 1999 — Два года до конца
- 2002 — Рыжий альбом
- 2003 — Год Козла (CD+DVD)
- 2005 — Всё ещё не могу кончить
- 2006 — Врубись (box-set — DVD + записи концертов начала 90-х)
- 2010 — Полуживой Выход
- 2019 — Подкрался

## Музыканты, входившие в состав
За время существования группы в ней приняло участие около 200 музыкантов. Далее приведён перечень некоторых из них.
- Сергей Селюнин (гитара, вокал, бас)
- Александр Андреев (гитара, бас)
- Михаил Брук (перкуссия)
- Андрей Заблудовский (скрипка, гитара)
- Юрий Дышлов (гитара)
- Владимир Захаров (фоно)
- Александр Давыдов (гитара)
- Николай Фомин (гитара)
- Дмитрий Благовещенский (бас)
- Михаил Семёнов (фортепиано)
- Михаил Берников (перкуссия)
- Сергей Воронин (перкуссия)
- Андрей Сысоев (барабаны)
- Николай Рубанов (саксофон)
- Андрей Вепров (барабаны)
- Борис Шавейников (барабаны)
- Сергей Останин (гитара)
- Игорь Филиппов (саксофон)
- Александр Щербаков (барабаны)
- Юрий Николаев (барабаны)
- Олег Сакмаров (флейта, саксофон)
- Пётр Акимов (виолончель)
- Иван Воропаев (альт, мандолина)
- Александр Гольеж (программирование барабанов)
- Николай Гудков (гитара)
- Вадим Сулимов (бас)
- Павел Хлопонин (барабаны)
- Кирилл Погоничев (барабаны)
- Павел Ключарёв (клавиши)
- Иван Жук (гитары, орган)
- Дмитрий Гусаков (бас)
- Дарья Захурова (флейта)
- Леонид Замосковский (барабаны)
- Елена Строкина (флейты)
- Дмитрий Бациев (бас-гитара)
- Андрей «Тони» Бредов (бас-гитара)
- Сергей Титов (гитара)
- Андрей «Липсон» Липейко (бас)
- Екатерина Нестерова (саксофон)
- Владимир Белов (виолончель, орган)
- Сергей Кондратьев (бас)
- Дмитрий Кутафин (барабаны)
- Константин Дементьев (барабаны)
- Елена Куличкова (скрипка)
- Татьяна Вороненко (виолончель)
- Максим Жупиков (скрипка)
- Иван Ципорков (флейта)
- Сэм Александр Печененко+ (гитара)
- Монь Александр Яковлев (флейта, хармоника)
- Алексей Шварц (бас)
- Берибас Олег Лангер (бас)
- Павел Фукс (запись)
- Марго Маргарита Кирхмайер (бэки)
- Никола Александр Никольский (барабаны, перкуссия)

## Концерты
- 2005 — ВЫХОД — выступление в Могилеве в малом зале ЦЖР — акустика